# Américo de Grazia
Américo Giuseppe de Grazia Veltri (Upata, 8 dicembre 1959) è un politico venezuelano naturalizzato italiano, politico di La Causa Radical, parlamentare dell'Assemblea nazionale venezuelana di Unità Nazionale.

## Biografia
È stato sindaco di Piar per due mandati: dal 6 dicembre 1992 al 3 dicembre 1995 e dal 30 luglio 2000 al 31 ottobre 2004.
Alle elezioni parlamentari in Venezuela del 2010 è stato eletto parlamentare dall'Assemblea nazionale nelle file del partito dell'Unità Nazionale.
Il 30 aprile 2013 è stato ricoverato in ospedale dopo essere stato picchiato da cinque ufficiali e spinto dalle scale.
È stato eletto per un secondo mandato nella circoscrizione 3 dello stato di Bolívar, alle elezioni parlamentari del 2015.
Si è opposto alla destituzione dei poteri dell'Assemblea nazionale venezuelana, disposta dal regime di Nicolás Maduro. Il 5 luglio 2017, è rimasto ferito durante l'assedio dell'Assemblea Nazionale dei collettivi e dei supporter del presidente Maduro, dove sono stati feriti anche altri sei deputati, nove impiegati dell'Assemblea e diversi giornalisti.
Nel novembre 2018, il presidente Nicolás Maduro ha descritto lui e il deputato Andrés Velásquez come "pranes del oro", minacciando che dovrebbero "estinguersi e scomparire".
A seguito delle minacce l'Assemblea nazionale ha approvato un risoluzione con la quale ha chiesto alla comunità internazionale di concedere misure di protezione ai deputati. L'avvocato Tamara Sujú ha dichiarato che de Grazia ha ottenuto misure precauzionali e di protezione dalla Commissione interamericana di Diritti umani.
Durante la crisi presidenziale venezuelana del 2019 ha sostenuto Juan Guaidó. Nel aprile 2019 il Tribunale Supremo di Giustizia, controllato da Nicolás Maduro, gli ha revocato l'immunità parlamentare. Lo stesso provvedimento è stato assunto anche contro Edgar Zambrano, Henry Ramos Allup, Luis German Florido, José Simon Calzadilla Peraza, Mariela Magallanes e Richard José Blanco Delgado, ritenuti oppositori del regime.
Avendo anche la cittadinanza italiana, è riuscito a rifugiarsi presso l'ambasciata italiana assieme alla parlamentare Mariela Magallanes, che aveva ottenuto protezione quale moglie di un italiano e in attesa di naturalizzazione per matrimonio. Il ministro degli esteri italiano Enzo Moavero Milanesi ha espresso una ferma condanna per la violazione dell’immunità parlamentare e convocato l'ambasciatore venezuelano a Roma per esprimere la sua preoccupazione.
Nel novembre 2019, grazie all'intervento dell'ambasciatore italiano a Caracas Placido Vigo e del senatore Pier Ferdinando Casini, che hanno negoziato un salvacondotto presso il Tribunale Superiore di Giustizia venezuelano, è riuscito a fuggire dal Venezuela.